# Laval-sur-Vologne
Pour les articles homonymes, voir Laval et Vologne (homonymie).
Laval-sur-Vologne ([lavalsyʁvɔlɔɳ], en vosgien de la montagne [lɛvoː]) est une commune française située dans le département des Vosges, en région Grand Est.
Ses habitants sont appelés les Lavallois, aussi surnommés "Les Loups" en rivalité avec    "Les Ours" de la commune voisine, Fays. 

## Géographie

### Localisation

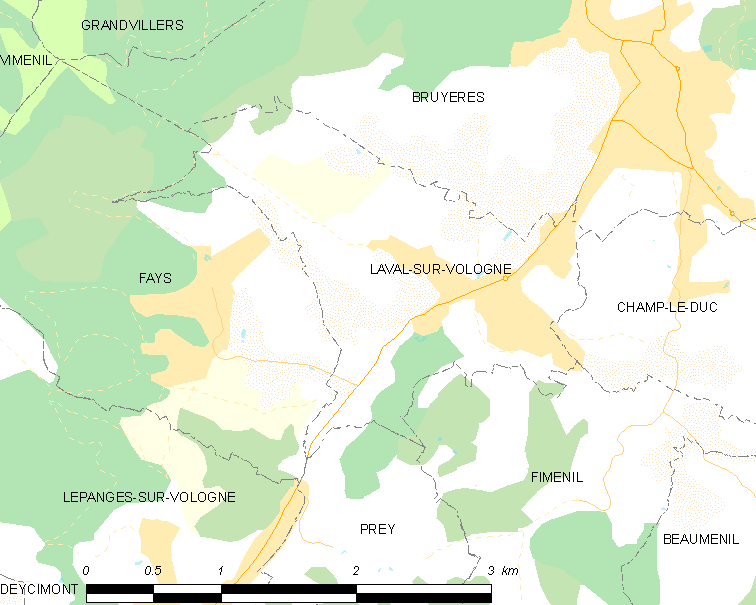
Situation géographique de Laval-sur-Vologne.

Laval-sur-Vologne est une commune limitrophe du chef-lieu de canton Bruyères, en contrebas de celui-ci, sur la rive droite de la Vologne. C'est un village mêlant étroitement trois aspects: un passé rural toujours présent mais recomposé, une tradition papetière de 150 années et un côté artisanal qui s’enrichit au fil des ans.
|      | Bruyères          |              |
| Fays | Laval-sur-Vologne | Champ-le-Duc |
|      | Prey              | Fiménil      |

### Géologie et relief
La commune se compose de 63,26 hectares de territoires artificialisés (17,14 %), 262,82 hectares de territoires agricoles (71,22 %) et 42,74 hectares de forêts et milieux semi-naturels (11,58 %).
Espaces naturels :
- Une zone naturelle d'intérêt écologique, faunistique et floristique (Znieff) :

Massif vosgien.

### Hydrographie et les eaux souterraines
Hydrogéologie et climatologie : Système d’information pour la gestion des eaux souterraines du bassin Rhin-Meuse :
Territoire communal : Occupation du sol (Corinne Land Cover); Cours d'eau (BD Carthage),
Géologie : Carte géologique; Coupes géologiques et techniques,
 Hydrogéologie : Masses d'eau souterraine; BD Lisa; Cartes piézométriques.
La commune est située dans le bassin versant du Rhin au sein du bassin Rhin-Meuse. Elle est drainée par la Vologne, le canal des Usines, le ruisseau d'Antilleux, le ruisseau du Cul d'Honstat et le ruisseau la Lizenne,.
La Vologne prend sa source à plus de 1 240 mètres d'altitude, sur le domaine du jardin d'altitude du Haut-Chitelet, entre le Hohneck et le col de la Schlucht, et se jette dans la Moselle à Jarménil, à 358 m d'altitude.

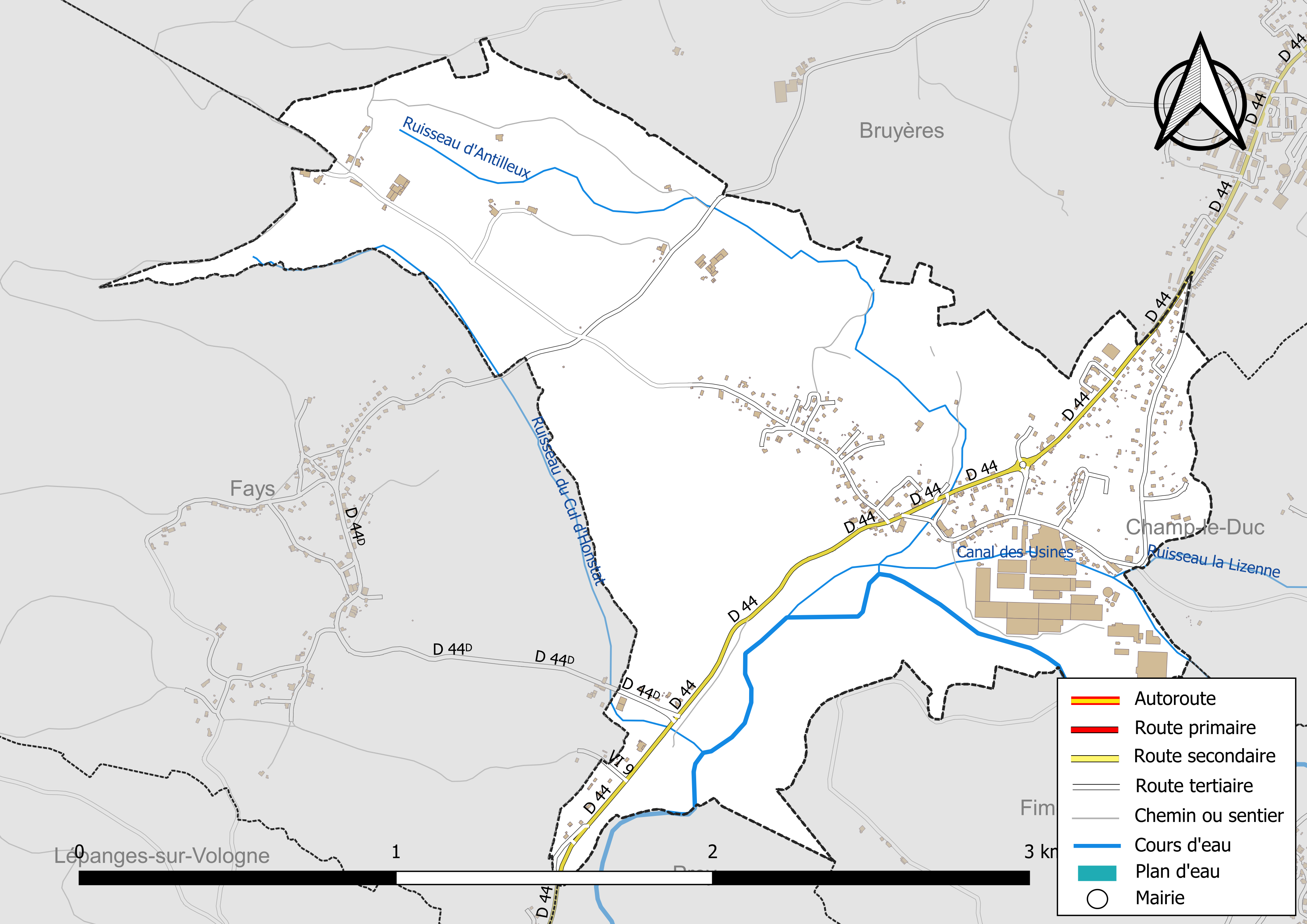
Réseaux hydrographique et routier de Laval-sur-Vologne.

La qualité des eaux de baignade et des cours d’eau peut être consultée sur un site dédié géré par les agences de l’eau et l’Agence française pour la biodiversité.

### Climat
Pour des articles plus généraux, voir Climat du Grand Est et Climat des Vosges.
En 2010, le climat de la commune est de type climat de montagne, selon une étude du Centre national de la recherche scientifique s'appuyant sur une série de données couvrant la période 1971-2000. En 2020, Météo-France publie une typologie des climats de la France métropolitaine dans laquelle la commune est exposée à un climat semi-continental et est dans la région climatique  Vosges, caractérisée par une pluviométrie très élevée (1 500 à 2 000 mm/an) en toutes saisons et un hiver rude (moins de 1 °C). 
Pour la période 1971-2000, la température annuelle moyenne est de 9,2 °C, avec une amplitude thermique annuelle de 16,9 °C. Le cumul annuel moyen de précipitations est de 1 199 mm, avec 13,3 jours de précipitations en janvier et 10,6 jours en juillet. Pour la période 1991-2020, la température moyenne annuelle observée sur la station météorologique de Météo-France la plus proche, « Le Roulier_sapc », sur la commune du Roulier à 7 km à vol d'oiseau, est de 10,2 °C et le cumul annuel moyen de précipitations est de 1 000,2 mm. 
La température maximale relevée sur cette station est de 38,1 °C, atteinte le 25 juillet 2019 ; la température minimale est de −18,3 °C, atteinte le 20 décembre 2009,,. 
Les paramètres climatiques de la commune ont été estimés pour le milieu du siècle (2041-2070) selon différents scénarios d'émission de gaz à effet de serre à partir des nouvelles projections climatiques de référence DRIAS-2020. Ils sont consultables sur un site dédié publié par Météo-France en novembre 2022.

## Urbanisme

### Typologie
Au 1er janvier 2024, Laval-sur-Vologne est catégorisée bourg rural, selon la nouvelle grille communale de densité à sept niveaux définie par l'Insee en 2022.
Elle appartient à l'unité urbaine de Bruyères, une agglomération intra-départementale regroupant trois  communes, dont elle est une commune de la banlieue,,. Par ailleurs la commune fait partie de l'aire d'attraction d'Épinal, dont elle est une commune de la couronne,. Cette aire, qui regroupe 118 communes, est catégorisée dans les aires de 50 000 à moins de 200 000 habitants,.

### Occupation des sols
L'occupation des sols de la commune, telle qu'elle ressort de la base de données européenne d’occupation biophysique des sols Corine Land Cover (CLC), est marquée par l'importance des territoires agricoles (70,8 % en 2018), en diminution par rapport à 1990 (74,1 %). La répartition détaillée en 2018 est la suivante : 
prairies (42,7 %), zones agricoles hétérogènes (20,8 %), forêts (11,9 %), zones urbanisées (11,2 %), terres arables (7,4 %), zones industrielles ou commerciales et réseaux de communication (6,1 %). L'évolution de l’occupation des sols de la commune et de ses infrastructures peut être observée sur les différentes représentations cartographiques du territoire : la carte de Cassini (XVIIIe siècle), la carte d'état-major (1820-1866) et les cartes ou photos aériennes de l'IGN pour la période actuelle (1950 à aujourd'hui).

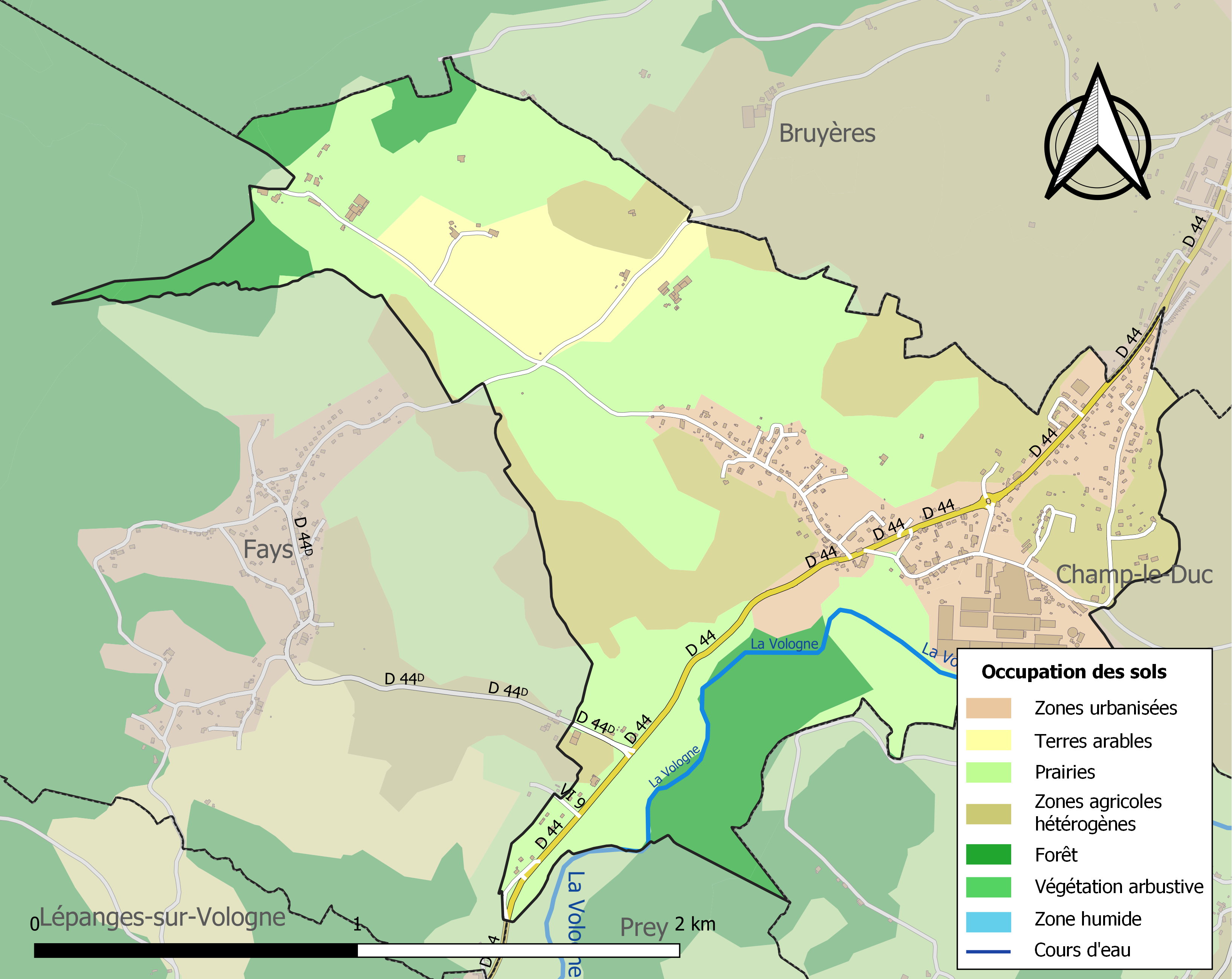
Carte des infrastructures et de l'occupation des sols de la commune en 2018 (CLC).

### Voies de communications et transports

#### Voies routières
- La commune est à 2,1 km de Champ-le-Duc, 2,8 de Bruyères, 68 de Colmar et 82 de Bulgnéville[19].
- A35 (aussi appelée autoroute des cigognes ou l'Alsacienne). Échangeur Colmar.
- A31 (aussi appelée autoroute de Lorraine-Bourgogne). Vittel > Échangeur Bulgnéville.

#### Transports en commun

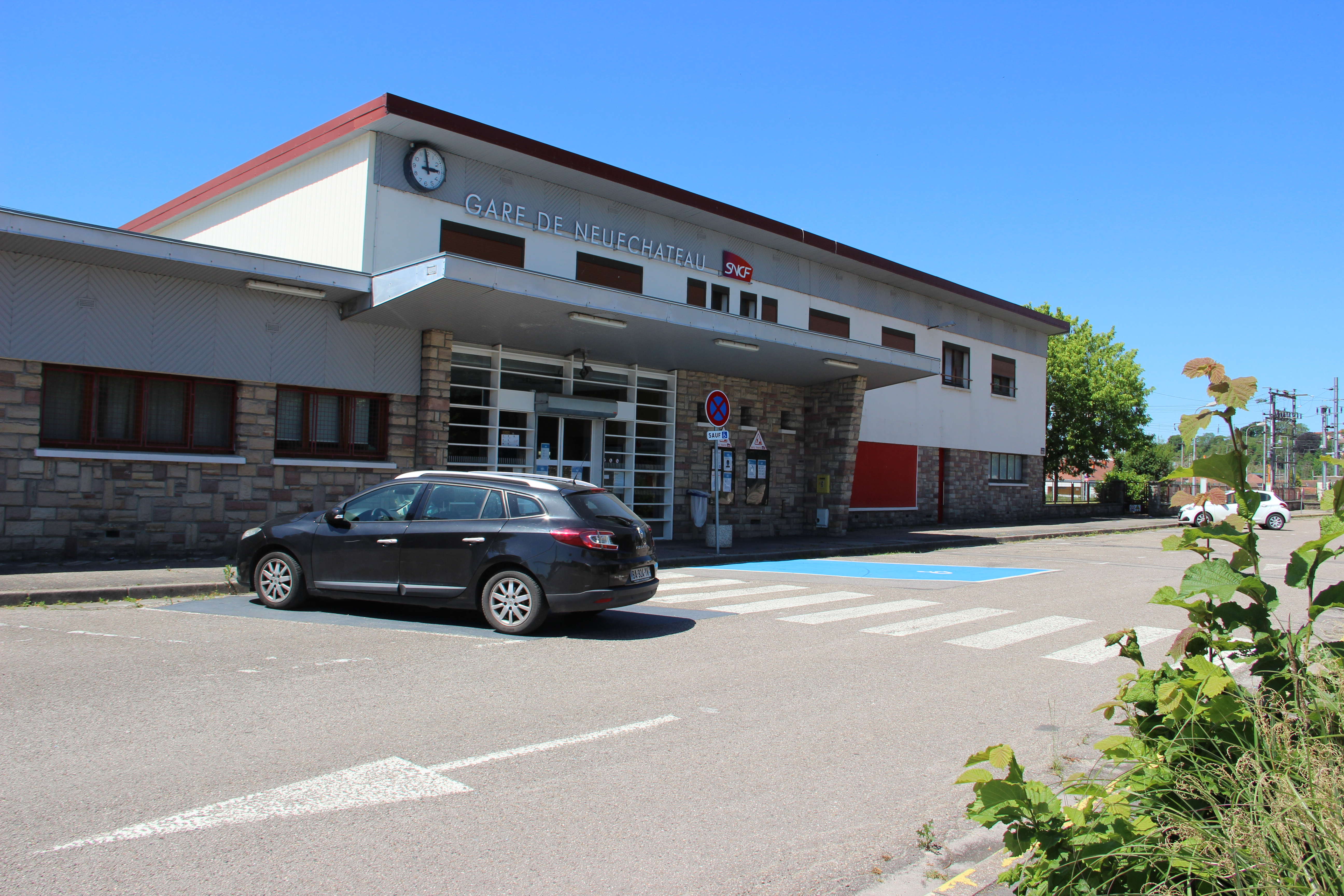
Gare de Bruyères.

* Fluo Grand Est.

#### Lignes SNCF
- Ancienne gare de Laval.
- Gare de Bruyères.

#### Transports aériens
- L'Aéroport d'Épinal-Mirecourt « Vosges Aéroport ».

À partir de l'été 2021, l’aéroport d’Épinal-Mirecourt est devenu le "pélicandrome" de la Zone Est et servira ainsi de base de ravitaillement et d’intervention pour les avions bombardiers d’eau connus sous le nom de Dash 8.
- Aéroport de Colmar - Houssen.

## Toponymie
Le nom de la localité est attesté sous les formes Laval, prevosté de Bruyeres (1504) ; La Vaulx (1527) ; La Magdelaine de Laval (1577) ; Leval (1580) ; La Vare (1656) ; Lavau devant Bruyères (1696) ; Le Val (XVIIe siècle) ; La Valle (1710).

De l,oïl val, féminin vallée.

Étymologie.
La Vologne est une rivière du Grand Est, dans le département des Vosges.

## Histoire
Autrefois, Laval/Vologne et Fays faisaient partie de la paroisse de Champ-Le-Duc. L'église, le cimetière sont des biens indivis entre les deux communes 2/3 pour Laval-sur-Vologne et 1/3 pour Fays.
Il y avait à Laval-sur-Vologne une maladrerie ou léproserie, dite la « Madeleine de Laval » ou « maladrerie de Bruyères », qui existait déjà au XIIIe siècle. Au XVIe siècle, il ne subsiste que la chapelle.

## Politique et administration

### Découpage territorial
Par arrêté préfectoral du 15 septembre 2023, la commune est retirée le 1er janvier 2024 de l'arrondissement d'Épinal et rattachée à l'arrondissement de Saint-Dié-des-Vosges.

### Liste des maires
| Période                                  | Période                    | Identité                 | Étiquette | Qualité                                                |
| ---------------------------------------- | -------------------------- | ------------------------ | --------- | ------------------------------------------------------ |
| Les données manquantes sont à compléter. |                            |                          |           |                                                        |
| mars 2001                                | décembre 2020              | René L'Homme (1946-2020) |           | DRH, décédé en cours de mandat                         |
| décembre 2020                            | En cours (au 14 juin 2021) | Stéphane Pauchard        |           | Ancien cadre. Maire intérimaire, puis élu en juin 2021 |

### Budget et fiscalité 2023
En 2023, le budget de la commune était constitué ainsi :
- total des produits de fonctionnement : 810 000 €, soit 1 266 € par habitant ;
- total des charges de fonctionnement : 552 000 €, soit 863 € par habitant ;
- total des ressources d'investissement : 254 000 €, soit 196 € par habitant ;
- total des emplois d'investissement : 337 000 €, soit 527 € par habitant ;
- endettement : 121 000 €, soit 189 € par habitant.

Avec les taux de fiscalité suivants :
- taxe d'habitation : 13,94 % ;
- taxe foncière sur les propriétés bâties : 29,60 % ;
- taxe foncière sur les propriétés non bâties : 15,17 % ;
- taxe additionnelle à la taxe foncière sur les propriétés non bâties : 0,00 % ;
- cotisation foncière des entreprises : 0,00 %.

Chiffres clés Revenus et pauvreté des ménages en 2021 : médiane en 2021 du revenu disponible, par unité de consommation : 20 920 €.

## Population et société

### Démographie

#### Évolution démographique
L'évolution du nombre d'habitants est connue à travers les recensements de la population effectués dans la commune depuis 1793. Pour les communes de moins de 10 000 habitants, une enquête de recensement portant sur toute la population est réalisée tous les cinq ans, les populations de référence des années intermédiaires étant quant à elles estimées par interpolation ou extrapolation. Pour la commune, le premier recensement exhaustif entrant dans le cadre du nouveau dispositif a été réalisé en 2008.

En 2022, la commune comptait 630 habitants, en évolution de −1,1 % par rapport à 2016 (Vosges : −2,96 %, France hors Mayotte : +2,11 %).
| 1793 | 1800 | 1806 | 1821 | 1831 | 1836 | 1841 | 1846 | 1856 |
| ---- | ---- | ---- | ---- | ---- | ---- | ---- | ---- | ---- |
| 205  | 213  | 228  | 318  | 373  | 417  | 424  | 443  | 501  |

| 1861 | 1866 | 1876 | 1881 | 1886 | 1891 | 1896 | 1901 | 1906 |
| ---- | ---- | ---- | ---- | ---- | ---- | ---- | ---- | ---- |
| 499  | 492  | 333  | 423  | 403  | 404  | 360  | 416  | 430  |

| 1911 | 1921 | 1926 | 1931 | 1936 | 1946 | 1954 | 1962 | 1968 |
| ---- | ---- | ---- | ---- | ---- | ---- | ---- | ---- | ---- |
| 487  | 601  | 690  | 723  | 663  | 574  | 579  | 573  | 548  |

| 1975 | 1982 | 1990 | 1999 | 2006 | 2008 | 2013 | 2018 | 2022 |
| ---- | ---- | ---- | ---- | ---- | ---- | ---- | ---- | ---- |
| 639  | 746  | 687  | 609  | 625  | 629  | 642  | 626  | 630  |

### Enseignement
Établissements d'enseignements :
- Écoles maternelles et primaires à Laval-sur-Vologne, Champ-le-Duc, Bruyères, Lépanges-sur-Vologne.
- Collèges à Bruyères, Le Tholy, Éloyes, Corcieux.
- Lycées à Bruyères, La Baffe,  Épinal.

### Santé
Professionnels et établissements de santé :
- Médecins à Bruyères, Grandvillers, Laveline-devant-Bruyères, Brouvelieures, Docelles, Granges-sur-Vologne.
- Pharmacies à Bruyères, Docelles, Granges-sur-Vologne, Éloyes, Le Tholy.
- Hôpitaux à Bruyères, Gerbépal, Rambervillers, Épinal, Golbey.

### Cultes
- Culte catholique, La Paroisse "Notre-Dame-du-Pays-de-l'Avison"[34], Diocèse de Saint-Dié.

## Économie

### Entreprises et commerces

#### Agriculture
- Élevage de vaches laitières.
- Élevage d'autres bovins et de buffles.
- Exploitation forestière.

#### Tourisme
- Hébergements et restauration à Champ-le-Duc, Bruyères, Grandvillers, Jussarupt, Lavedline-du-Houx, Tendon, Docelles.

#### Commerces
- Commerces et services de proximité[35].
- Papeterie des Vosges[36], adhérente du réseau des « Ambassadeurs des Vosges »[37],[38].

## Culture locale et patrimoine

### Lieux et monuments

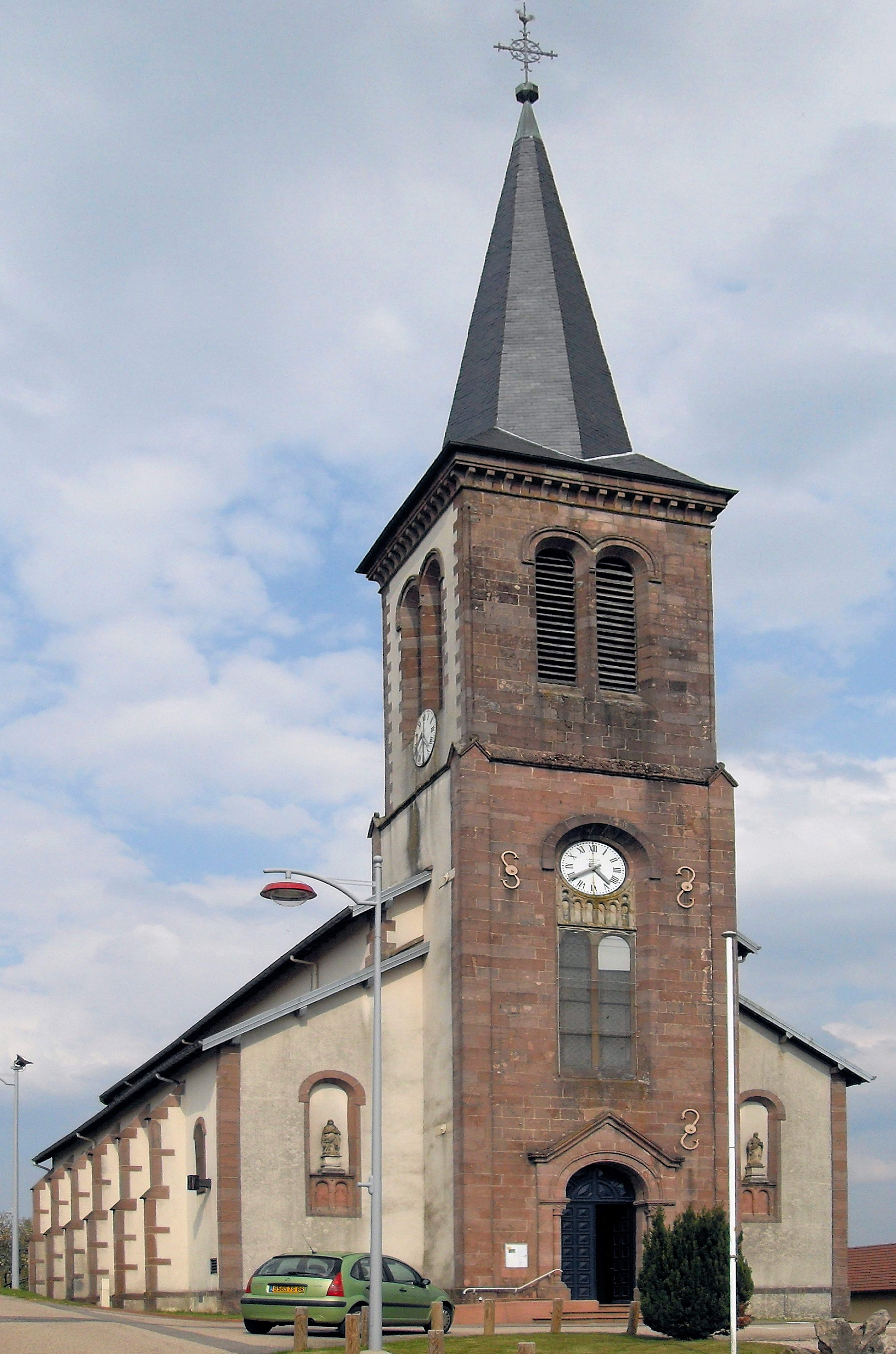
L'église Sainte-Madeleine..

- Église Sainte-Madeleine de style néo-roman :

L'église et le cimetière sont des biens indivis entre les communes de Laval-sur-Vologne et Fays.
3 cloches bénies le 25 octobre 1875, fabriquées par les ateliers Martin et Brunel de Nancy,
et son orgue de 1864 de John Abbey,.
- Croix :

Croix Champs Graville,
Croix des Antilleux,
Croix Rue de la Gare,
Croix rue de la Mairie.
- Monument aux morts[46],[47].
- Parc d'atraction "Le Manoir Maudit", maison hantée interactive de plus de 1000 m²[48],[49],[50].

### Personnalités liées à la commune
- Paul Nicolas, décorateur sur verre[51].
- Médaillés de Sainte-Hélène : Jean-Baptiste Ford, Jean-Baptiste Claude[52].

### Héraldique, logotype et devise
Commune sans blason,.

## Pour approfondir